# Episodi di Skins (terza stagione)

Logo della serie televisiva

La terza stagione della serie televisiva Skins è stata trasmessa nel Regno Unito dal 22 gennaio al 26 marzo 2009 sul canale E4.
In Italia la stagione è andata in onda dal 7 ottobre 2009 al 9 dicembre 2009 su MTV Italia.
| nº | Titolo        | Prima TV UK      | Prima TV Italia  |
| -- | ------------- | ---------------- | ---------------- |
| 1  | Everyone      | 22 gennaio 2009  | 7 ottobre 2009   |
| 2  | Cook          | 29 gennaio 2009  | 14 ottobre 2009  |
| 3  | Thomas        | 5 febbraio 2009  | 21 ottobre 2009  |
| 4  | Pandora       | 12 febbraio 2009 | 28 ottobre 2009  |
| 5  | Freddie       | 19 febbraio 2009 | 4 novembre 2009  |
| 6  | Naomi         | 26 febbraio 2009 | 11 novembre 2009 |
| 7  | JJ            | 5 marzo 2009     | 18 novembre 2009 |
| 8  | Effy          | 12 marzo 2009    | 25 novembre 2009 |
| 9  | Katie & Emily | 19 marzo 2009    | 2 dicembre 2009  |
| 10 | Finale        | 26 marzo 2009    | 9 dicembre 2009  |

## Everyone
- Diretto da: Charles Martin
- Scritto da: Bryan Elsley

Freddie, JJ e Cook si ritrovano in piazza la mattina del primo giorno di scuola dove fumano e bevono birra già di prima mattina. Incontrano Effy tramite suo padre che fa un incidente nella piazza in cui sono. Compaiono le due sorelle Fitch: Emily, che sembra occuparsi di tutto in famiglia, e Katie, che invece "comanda" la sorella. Compare Pandora, già vista nella seconda stagione, che parla con la sua migliore amica Effy. Tutti i personaggi visti fino ad adesso, con l'aggiunta di Naomi, sono nella palestra alla riunione di inizio scuola. Dopo l'appello e dopo che Cook mostra il suo tatuaggio, nei corridoi delle scuole si apre la gara tra Freddie e Cook a infrangere tutti i divieti della preside, chi vincerà la gara avrà in premio Effy.

## Cook
- Diretto da: Simon Massey
- Scritto da: Jamie Brittain

È il compleanno di Cook e la festa si tiene nel miglior pub del quartiere dello zio Keith, ma la festa con tutti i personaggi non va benissimo. Decidono così di raggiungere la festa dove si trova la sorella di Freddie, Karen. Un'amica di Karen, Kayleigh, si sta per sposare con un ragazzo della famiglia Aston, antagonista del padre di Kayleigh, Johnny White, noto gangster della città. I ragazzi riescono ad entrare offrendo a Kayleigh della droga. Cook sale sul palco dedicando una canzone alla futura sposa,ma la situazione sfocia in un pestaggio a danno di Cook da parte di Johnny e alla riapertura della faida tra i White e gli Aston. Freddie però è arrabbiato con Cook perché non vuole più occuparsi di tirarlo fuori dai casini. Cook così con JJ si infila in un night, ma JJ non ha il coraggio di perdere la verginità in quel modo. Cook sente però Johnny White urlare nella stanza accanto, mentre è legato con delle manette. Cook lo fotografa, gli strappa la collana, gli dà la scossa con un marchingegno e lo riempie di pugni. Successivamente Cook va da Freddie e si scusa con lui, chiedendogli di coprirgli le spalle ora che si è messo nei guai con White. Freddie rifiuta, ma solo in nome della loro antica amicizia, lo perdona.

## Thomas
- Diretto da: Simon Massey
- Scritto da: Daniel Kaluuya, Bryan Elsley

La puntata è incentrata su un nuovo personaggio non ancora visto, è Thomas. Incontra Effy e Pandora alla fermata dell'autobus, i tre vanno a casa di Effy che scopre che sua madre tradisce suo padre. Thomas quando torna nel suo appartamento ha però a che fare con il gangster Johnny White, proprietario dell'appartamento in cui sta vivendo. Thomas inizia a lavorare a scuola come bidello, dove rincontra Pandora che lo porta da sua zia che senza saperlo coltiva marijuana, Thomas inizia a venderla. Intanto Thomas e Pandora si fidanzano. Tutti gli amici si ritrovano per aiutare Thomas a vendere l'erba, ma finiscono nella stessa zona dove a spacciare c'è Johhny White. Thomas e Johhny White allora decidono di sfidarsi a chi riesce a mangiare più peperoncini; Thomas vince, umiliando il gangster e facendogli promettere di lasciare per sempre in pace lui e i suoi amici. Thomas organizza una festa nel suo appartamento, ma in quel momento arriva sua madre che decide di riportarlo in Africa.

## Pandora
- Diretto da: Simon Massey
- Scritto da: Georgia Lester, Bryan Elsley

Pandora in attesa del ritorno di Thomas decide di organizzare un pigiama party per sole ragazze a casa sua. Quella mattina, Steve, l'amante di Anthea, si presenta a casa e dichiara il suo amore alla donna davanti a Jim. Arrabbiato con la moglie, l'uomo va via di casa. 
Nel pomeriggio, al pigiama party, tutte le amiche sono presenti e, mentre la madre di Pandora, una donna molto contraria al sesso libero e all'uso di droghe, fa le presentazioni, Effy e Katie riempiono la pasta per la torta di ecstasy. Una volta pronta la torta tutte, compresa la madre di Pandora, la mangiano. In seguito collasserà. Pandora, non accettando l'azione delle amiche, si chiude in bagno a piangere.  Nel frattempo Cook ha convinto JJ ad entrare in casa. Una volta dentro Cook che si nasconde in un armadio, da cui non riesce più a uscire: Effy lo scopre ed entra nell'armadio per fare sesso. Nel mentre, cadono contro un’anta dell’armadio e si ritrovano in una stanza da letto opposta alla casa, stanza nella quale, la madre di Pandora fa sesso con il vicino. Intanto Emily e Naomi restano sole e si baciano, scena che viene vista da Katie e da JJ. Poco dopo arriva il ragazzo di Katie, non invitato, con una cinquantina di amici al seguito: nel giro di pochi minuti la casa è stracolma di persone che si divertono. Pandora è rimasta chiusa in bagno fino alla fine. 
Freddie arriva alla festa per portare via JJ, rimasto immobile e spaventato in un angolo alla vista del casino che era diventata la festa. Una volta finito tutto, rimangono solo Pandora e Cook. Il ragazzo accetta di giocare con Pandora a twister. Si ritrovano uno sopra l'altro e Cook si offre di "insegnarle" a fare sesso. I due passano, quindi, la notte insieme.
La mattina dopo Effy torna a casa di Pandora per scusarsi, ma la vede uscire di casa con Cook. Capisce che i due hanno fatto sesso e si arrabbia con l'amica, la quale reagisce dicendo di sentirsi usata solo perché inutile e ridicola agli occhi di tutti. Nel frattempo Thomas torna da Pandora. Al termine dell'episodio, Effy lascia Pandora in lacrime, conscia dell'errore commesso, tra le braccia di Thomas.

## Freddie
- Diretto da: Charles Martin
- Scritto da: Ben Schiffer

Freddie è in giro con il suo skate, torna a casa e incontra sua sorella davanti alla tv che sta riguardando la sua partecipazione al programma televisivo "Search for a SexxBomb", esce per dirigersi nel capanno e trova Effy. Iniziano a fumare, ma vengono raggiunti da Cook e JJ ed Effy è costretta ad andarsene. Freddie non appoggia sua sorella nella gara a diventare la nuova sexxBomb, perché lei cerca di fare leva sul fatto che sua madre sia morta. Intanto Freddie prende coraggio e decide di andare a casa di Effy per parlare ma non ci riesce. Freddie torna a casa e trova il suo capanno trasformato a vantaggio di sua sorella. Il giorno dopo prende finalmente coraggio e con un bacio appassionante dichiara il suo amore per Effy. Decide poi di partecipare come ospite al programma di sua sorella, che però perde la gara a causa dei voti di Cook. Quando Freddie lo scopre,lo colpisce con una testata, poi corre da Effy, ma la trova a letto con Cook.

## Naomi
- Diretto da: Simon Massey
- Scritto da: Atiha Sen Gupta, Jack Thorne

Naomi si sveglia in casa sua con un intruso nel letto a causa dell'idea di vita comunitaria di sua madre. A scuola, Naomi ha un buon rapporto con il suo professore di Scienze Politiche che le anticipa che ci saranno le elezioni per i rappresentanti degli studenti, Naomi si candida ed è in lotta con Cook, ma tornata a casa si ritrova in camera con Emily e decidono che Emily sarà la sua aiutante nella campagna elettorale. Emily e Naomi si baciano dopo aver passato la serata a fare l'amore di fronte ad un fuoco in un bosco, ma alla mattina Naomi scappa facendo arrabbiare Emily. Le elezioni vengono vinte da Cook, Naomi alla fine va a casa di Emily per farsi consolare.

## JJ
- Diretto da: Charles Martin
- Scritto da: Bryan Elsley

JJ ha problemi di autismo e pensa di non essere simpatico perché i due suoi amici, Freddie e Cook non vogliono fare pace; ha continui scatti d'ira. Frequenta un supporto psichico dove incontra Emily che gli dice di essere lesbica. JJ con Emily va da Freddie per parlargli ma lo trova occupato con Katie. JJ torna a casa e riceve una telefonata da Cook che lascia la telefonata aperta senza accorgersene e parlando con una ragazza lo prende in giro. JJ dopo essere passato a casa di Effy e averle dichiarato il suo amore va da Cook e scopre che Pandora è la sua ragazza misteriosa. JJ decide di dare alcune sue pillole a Cook che oltre a far sballare sembrano far dire la verità. Tutti i protagonisti si ritrovano a ballare in discoteca, Cook, viene prima salvato da Freddie in una rissa, poi a causa delle pillole gli dice che Effy ama lui e che la ragazza misteriosa è Pandora, ma a sentire c'è anche Thomas. All'uscita della discoteca JJ si ritrova con Emily e vanno a dormire a casa di lui, dove, la mattina dopo, Emily si concederà in amicizia a JJ.

## Effy
- Diretto da: Charles Martin
- Scritto da: Lucy Kirkwood

Dopo aver fatto sesso con Cook, Effy va casa di Freddie dove trova Katie che la invita ad una festa in un bosco, a cui però non ci potrà essere Cook perché non è gradito. Uscita da casa di Freddie, Effy vomita ripensando alla scena di lui e Katie insieme. Cook scopre comunque della festa di Katie tramite la mamma di Effy, alla quale avevano chiesto la macchina. Nel frattempo i ragazzi sono partiti. Dopo aver sbagliato strada raggiungono il posto a seguito di uno strano incontro con tre bracconieri che li terrorizzano. Effy trova nel bosco alcuni funghetti che tutti tranne Katie iniziano a mangiare, ritrovandosi strafatti la sera. Dopo essersi addormentati scoprono che i loro zaini sono stati spostati e in seguito sentono degli spari. Terrorizzati, spengono tutto e si nascondono, pensando che siano i tre bracconieri. Vedono, poi, qualcuno corrergli incontro urlando con una torcia in mano. Effy riesce a stenderlo, scoprendo in seguito che si tratta di Cook. Egli dice davanti a tutti che Effy l'ha mollato perché vuole Freddie, ferendo perciò Katie. Poi viene cacciato e insultato da JJ e Naomi. Rivela poi la sua relazione con Pandora provocando un litigio tra lei e Thomas. Effy presa da un attacco di panico inizia a scappare per il bosco, Katie la raggiunge e le due litigano per Freddie; in una colluttazione Effy riesce a tramortire Katie con una pietra lasciandola sdraiata a terra. Torna, quindi, al campo da Freddie, dove i due fanno l'amore. All'alba le ricerche di Katie non portano a nulla e i ragazzi tornano a casa. Effy in lacrime viene supportata dalla madre e si addormenta. Katie viene ritrovata e portata in ospedale e tutti, una volta saputo l'accaduto, girano le spalle ad Effy che decide di salire su una macchina rubata da Cook senza sapere dove si trova né dove sta andando.

## Katie & Emily
- Diretto da: Charles Martin
- Scritto da: Malcom Campbell, Bryan Elsley

Emily si presenta a scuola vestita da Katie per sostenere al posto suo gli esami, ad accorgersi dello scambio sono solo JJ e Naomi. Katie è a casa, ancora sconvolta da quello che le è successo. Naomi ed Emily sono ancora insieme in camera di Naomi, Emily vorrebbe portare a conoscenza di tutti la loro storia, ma Naomi non è d'accordo, così litigano ed Emily scappa senza scarpe e senza giacca. Incontra Thomas che le lascia la sua giacca e le sue scarpe e afferma che smettere di amare chi ti ha tradito è l'unico modo di dimenticare chi ami. Emily torna a casa e confessa ai suoi genitori di essere lesbica, ma loro non le credono e dopo cena litiga con Katie su questo argomento. La mattina dopo Naomi incontra la madre di Emily che le ordina di non rovinare la vita a sua figlia, mentre le due sorelle si riappacificano e decidono di andare a fare shopping dove incontrano prima Pandora e poi JJ e Freddie. Katie obbliga Freddie ad andare al ballo con lui, mentre Freddie le racconta della notte passata tra Emily e JJ. Katie racconta della notte tra Emily e JJ a Naomi ordinandole di non venire al ballo. Finalmente Emily, Katie, JJ e Freddie si recano al ballo, ma all'entrata c'è anche Naomi. La festa non va per il meglio, prima litigano Naomi e Katie e poi Katie ed Emily iniziano dapprima a litigare, fino ad azzuffarsi e a prendersi per i capelli, finendo nella sala principale; avuta la meglio sulla gemella, Emily successivamente dichiara davanti a tutti il suo amore per Naomi che tendendole la mano finalmente accetta di vivere la loro storia allo scoperto, senza più paura alcuna. Pandora e Thomas ricominciano la loro conoscenza da zero. L'episodio si conclude con Emily e Naomi che allontanandosi per mano dal ballo si dicono "Ti amo".

## Finale
- Diretto da: Simon Massey
- Scritto da: Ben Schiffer

La puntata vede protagonisti Cook, Effy e Freddie. Ritroviamo Cook ed Effy sbattuti fuori da una discoteca e che poi si recano nel paese del padre di Cook, che vive in una barca ed è pieno di debiti. JJ intanto incontra la mamma di Effy che le parla di sua figlia che intanto assiste alle scene nel pub di Cook e suo padre. I tre vanno a ballare, ma Cook si scontra con un ragazzo che ci prova con Effy. Freddie e JJ sono nel capanno quando Freddie riceve una telefonata da Effy che gli dice che Cook è in pericolo e che lei non può aiutarlo perché lei ama lui. Quando Cook si sveglia sulla barca del padre scopre che Effy non c'è più, poi con il padre si reca al bar dove ha un grosso debito e si iscrive ad una gara tradizionale del posto, la galoppata del solstizio, attraverso una scommessa: se vince lui battendo tra l'altro il ragazzo con cui aveva fatto a pugni la sera prima, il debito sarà estinto, se perde il barista potrà prendersi la barca del padre. Intanto nel paese arrivano anche Freddie e JJ che partecipano alla gara che consiste nel giro della città con sulle spalle una vecchietta. Cook colpisce Freddie che è quindi costretto a ritirarsi, ma nello sprint finale riesce a vincere JJ. JJ così riesce a radunare i suoi due amici ed Effy. JJ mette Effy davanti ad una scelta da fare e sembra scegliere Freddie che le ricorda che è per colpa sua che sembra un gioco, ma alla fine si scambiano un bacio appassionato. Cook invece non accetta la scelta e scappa via, va da suo padre che però non lo vuole più e lo minaccia di morte, ma in suo soccorso arriva Freddie che tramortisce il padre di Cook. I due cercano di chiarirsi ma Cook non può accettare che Freddie ed Effy stiano insieme. Nel frattempo arrivano anche JJ e Effy. I quattro decidono di tornare a casa con la barca ma nel frattempo arrivano quelli che volevano il veicolo. I ragazzi riescono a sfuggirgli. Dopo poco si risveglia il padre di Cook che comincia a ringraziare il figlio come se prima non fosse successo nulla. Cook, arrabbiato, lo getta giù dalla barca.